# فريدريك روبرت إيرفن
فريدريك روبرت إيرفن (1898-1962) (بالإنجليزية: Frederick Robert Irvine)‏ هو عالم نبات بريطاني.